# Aphaereta difficilis
Aphaereta difficilis är en stekelart som beskrevs av Nixon 1939. Aphaereta difficilis ingår i släktet Aphaereta och familjen bracksteklar. Inga underarter finns listade i Catalogue of Life.